# Тагуті Рьоічі
Тагуті Рьоічі (яп. 田口良一, англ. Ryoichi Taguchi; 1 грудня 1986) — японський професійний боксер, чемпіон світу за версіями WBA (2014—2018) і IBF (2017—2018) у першій найлегшій вазі.

## Професіональна кар'єра
2006 року провів перший професійний бій. У десятому поєдинку зазнав першої поразки одностайним рішенням у восьмираундовому бою. В наступних десяти поєдинках здобув дев'ять перемог, звівши один поєдинок за титул чемпіона Японії у першій найлегшій вазі внічию.
3 квітня 2013 року завоював вакантний титул чемпіона Японії у першій найлегшій вазі. 25 серпня 2013 року втратив його, програвши одностайним рішенням Іноуе Наоя.
31 грудня 2014 року вийшов на бій проти «регулярного» чемпіона WBA у першій найлегшій вазі Альберто Росселя (Перу) і відібрав титул, вигравши одностайним рішенням. Провів шість вдалих захистів титулу.
31 грудня 2017 року вийшов на об'єднавчий бій проти чемпіона IBF Мілана Меліндо (Філіппіни) і переміг одностайним рішенням. 20 травня 2018 року програв Геккі Бадлеру (ПАР) і втратив звання чемпіона.
16 березня 2019 року вийшов на бій проти чемпіона WBO у найлегшій вазі Танака Косей, програв і завершив виступи.